# فور فان تی‌وی
شبکه فور فان تی‌وی یک شبکه ماهواره‌ای است که در فهرست شبکه‌های ماهواره هاتبرد قرار دارد. صاحب امتیاز این شبکه، فور فان تی‌وی مدیا می‌باشد. این شبکه به زبان لهستانی است و در ۱۷ فوریه ۲۰۰۴ آغاز به کار کرد. این شبکه در زمینه پخش موزیک ویدئو یا نماهنگ فعالیت دارد.

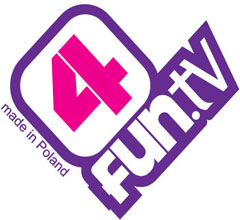